# إليهو فيني
إليهو فيني (بالإنجليزية: Elihu Phinney)‏ هو ناشر أمريكي، ولد في 1756 في كونيتيكت في الولايات المتحدة، وتوفي في 1813.